# باك غولدستاين
باك غولدستاين (بالإنجليزية: Buck Goldstein)‏ هو مؤلف وأكاديمي متخصص في الاقتصاد أمريكي، ولد في 11 مارس 1948. يدرس حاليًا في جامعة كارولينا.